# Les Ageux
Les Ageux ist eine französische Gemeinde mit 1.147 Einwohnern (Stand: 1. Januar 2022) im Département Oise in der Region Hauts-de-France (vor 2016: Picardie). Sie gehört zum Arrondissement Clermont, zum Kanton Pont-Sainte-Maxence und zum Gemeindeverband Pays d’Oise et d’Halatte. Die Einwohner werden Ageois genannt.

## Geographie
Die Gemeinde Les Ageux liegt an der Oise, etwa 19 Kilometer westsüdwestlich von Compiègne und etwa 54 Kilometer nordnordöstlich von Paris. Umgeben wird Les Ageux von den Nachbargemeinden Monceaux im Westen und Norden, Pont-Sainte-Maxence im Osten und Süden sowie Brenouille im Südwesten.

## Bevölkerungsentwicklung
| Jahr                       | 1962 | 1968 | 1975 | 1982 | 1990 | 1999 | 2006 | 2013 | 2021 |
| Einwohner                  | 673  | 729  | 769  | 857  | 1008 | 1158 | 1154 | 1122 | 1145 |
| Quellen: Cassini und INSEE |      |      |      |      |      |      |      |      |      |

## Sehenswürdigkeiten
- Kapelle Saint-Georges aus dem 19. Jahrhundert
- drei Wassertürme

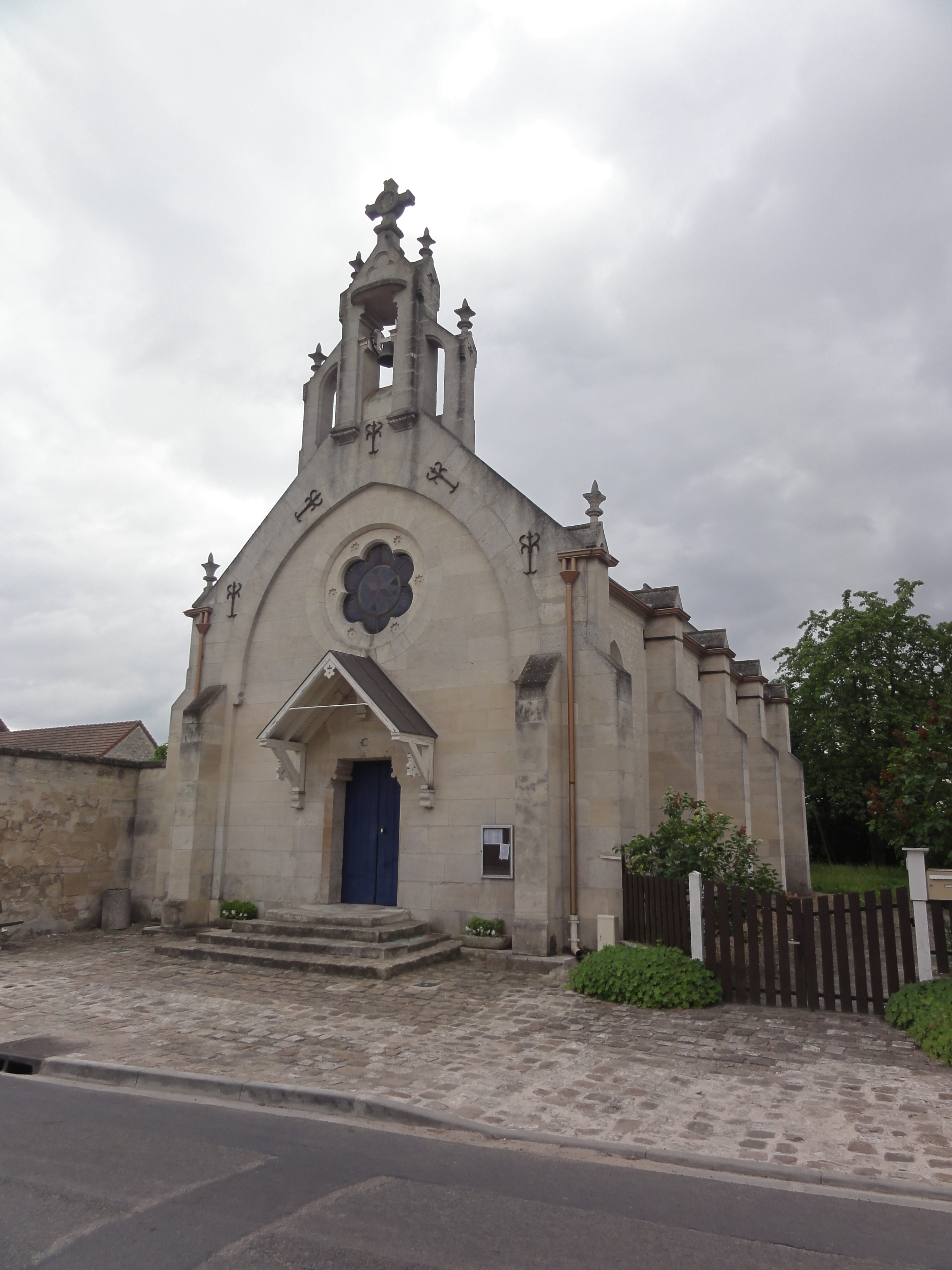
Kapelle Saint-Georges
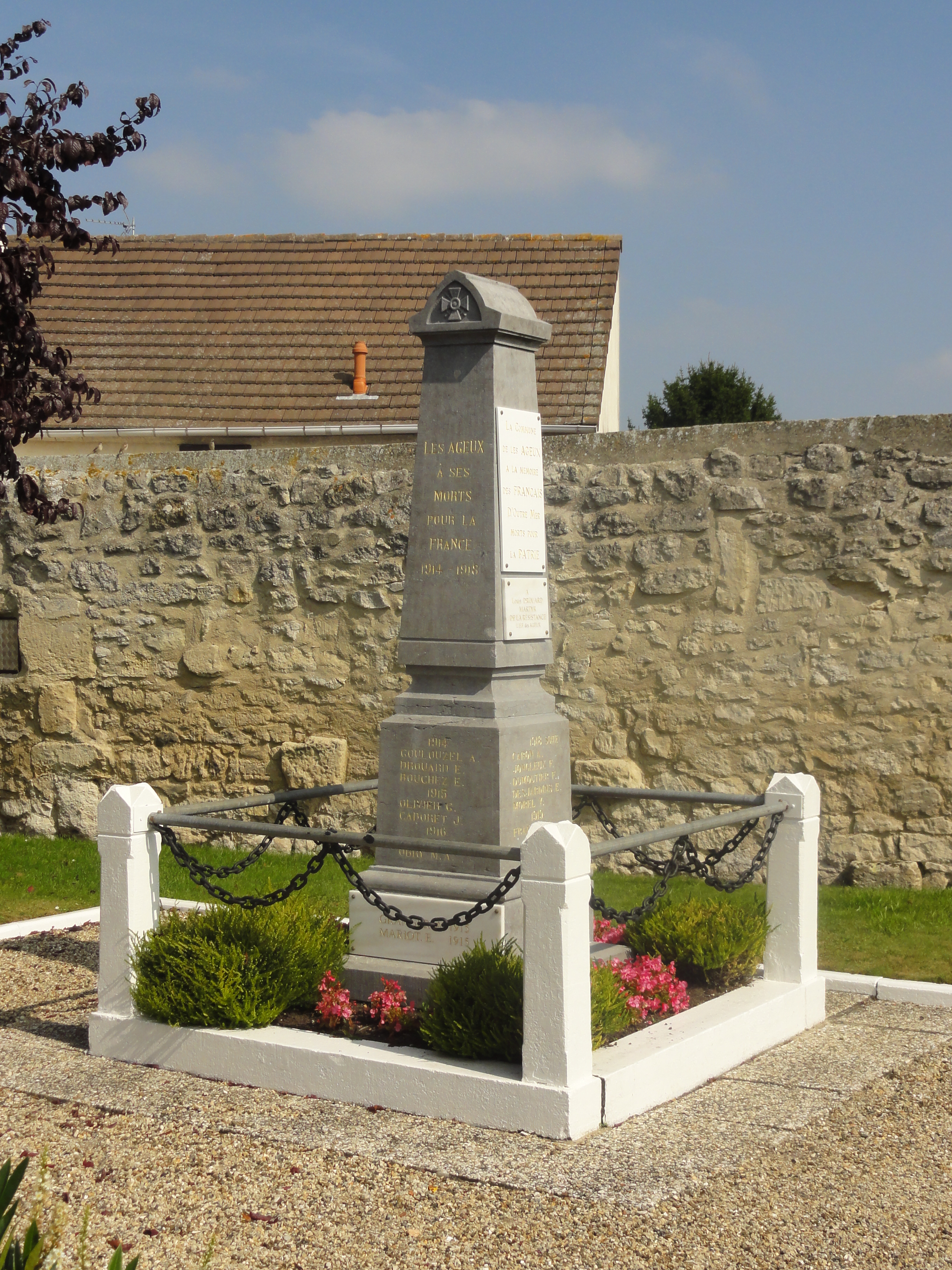
Gefallenendenkmal